# Xenopus longipes
Espèce
Statut de conservation UICN

 CR B1ab(v)+2ab(v) : 
En danger critique
Xenopus longipes est une espèce d'amphibiens de la famille des Pipidae.

## Répartition
Cette espèce est endémique de l'Ouest du Cameroun. Elle se rencontre à environ 2 200 m d'altitude dans le lac Oku sur le mont Oku,.

## Publication originale
- Loumont & Kobel, 1991 : Xenopus longipes sp. nov., a new polyploid pipid from western Cameroon. Revue Suisse de Zoologie, vol. 98, no 4, p. 731-738 (texte intégral).